# Marhale
Marhale war ein türkisches Längenmaß und als Wegemaß größer als das Meilenmaß (Agatsch). 
- 1 Marhale = 45,464 Kilometer
- 1 Marhale = 2 Brit = 16 Fersah = 60.000 Zirai mimari 
  - 1 Fersah = 3 Mill = 2841,5 Meter